# Louis Bollioud-Mermet
Louis Bollioud-Mermet, né le 13 février 1709 à Lyon où il est mort le 31 août 1794, est un musicien et académicien français. Non marié et sans enfant, la branche Bollioud-Mermet s'éteint avec lui.

## Biographie

### Origines familiales
La famille Bollioud (parfois Bullioud ou Bouilloud), est une ancienne famille qui regroupe de nombreuses branches. L’arbre généalogique remonte jusqu’à Étienne Bollioud qui était intendant de Philippe Ier de Savoie, archevêque de Lyon de 1246 à 1267.
Louis est né de Marianne Curtillat de Montclocher et de Charles (1683-1742) qui remplissait plusieurs fonctions : écuyer, chevalier de l’ordre de Saint-Louis et lieutenant de vaisseau.

### Vie et carrière
Louis Bollioud-Mermet nait à Lyon le 13 février 1709 et décède dans la même ville le 31 août 1794. Non marié et sans enfant, la branche Bollioud-Mermet s'éteint avec lui.
Il consacre sa vie à ses passions : la musique et la vie académique. Il est membre de plusieurs sociétés savantes et y participe activement. Il est aussi musicien, organiste, compositeur et critique.

### Parcours d'académicien
Membre de l'Académie des Beaux-Arts de Lyon, il est désigné pour représenter la musique le 28 janvier 1737. Le 20 décembre 1741 il est nommé, pour l'année à venir, président de l'Académie devenue Société royale des Beaux-Arts. Le 14 février 1755 il est élu secrétaire perpétuel de la Société.
Élu membre de l'Académie des Sciences et Belles-Lettres le 15 décembre 1739, il en devient directeur le 17 décembre 1748.
À la fusion des deux académies au sein de l'Académie des sciences, belles-lettres et arts de Lyon en aout 1758, il est secrétaire pour les sciences puis pour les lettres, jusqu'au 10 décembre 1776 ou il démissionne de cette fonction. Il restera investi au sein de la vie académique jusqu'en juillet 1786 ou il présente son ouvrage L'Athénée de Lyon rétablie sur l'histoire de l'Académie.

## Travaux
Musicographe, il écrit un nombre considérable d'essais sur la musique. Il s'intéresse à l'histoire de la musique, à la pratique de la musique instrumentale ainsi qu'aux théories de la musique.
Il s'inscrit dans un débat entre la musique profane, ou musique italienne, représentée par Lully et la musique sacrée, ou musique française, de Michel-Richard de Lalande (dont il prend le parti) et s'oppose ainsi à Jean-Philippe Rameau qu'il considère corrompre la musique française. Ce débat lui inspire l'écriture de l'ouvrage De la corruption du goût dans la musique française et l'oppose à d'autres académiciens tel que Jean Dumas.

## Publications
Ses manuscrits se trouvent aujourd'hui conservés aux archives de l'Académie des sciences, belles-lettres et arts de Lyon. On cite ici les plus notables.
Ouvrages
- De la corruption du goût dans la musique française, Lyon, Aimé Delaroche, 1746.
- Lettre à Mr D'Alembert avec les réponses et autres pièces relatives imprimées à Genève, Lyon, 1755.
- De la bibliomanie, La Haye, 1761.
- Discours sur l’émulation, adressé à la Société royale des sciences et des belles-lettres de Nancy, s.1., Périsse, 1763.
- Essai sur la lecture et sur la bibliomanie, où il est traité du bon usage et de l’abus des livres, Amsterdam, Lyon : Duplain, 1765.
- Nouvelles observations sur Boileau suivies de l’éloge de Jules César Scaliger, Paris : Genest, 1809.
- Jean Saint-Arroman et Jean Christophe Tosi : Orgues, ouvrages sur la facture, extraits d’ouvrages généraux, etc., vol II, dont Mémoire sur la construction de l’orgue par Louis Bollioud-Mermet, Courlay, Fuzeau, 2005.

Manuscrits
- 1736 : Dissertation sur la musique vocale
- 1737 : Dissertation sur la musique instrumentale
- 1738 : Mémoire sur la construction de l'orgue
- 1740 : Instrument pour fixer le tempérament dans l'accord de l'orgue et du clavecin
- 1740 : Mémoire sur le tempérament que les voix observent dans le chant
- 1786 : Athénée de Lyon rétabli